# Morgan Webster
Gavin Watkins (* 13. April 1990 in Brynmawr, Wales) ist ein walisischer Wrestler. Er stand zuletzt bei der WWE unter Vertrag und trat regelmäßig in deren Show NXT UK auf. Sein bislang größter Erfolg war der Erhalt der NXT UK Tag Team Championship.

## Wrestling-Karriere

### Verschiedene Promotions (seit 2010)
Im Jahr 2010 gab Webster sein Debüt für Welsh Wrestling und verlor gegen Wild Boar. Im März 2011 besiegten Morgan und Mark Andrews Method And Madness für Celtic Wrestling. Im Juni 2011 debütierte Morgan für Phoenix Pro Wrestling und arbeitete mit Pete Dunne zusammen, wo sie von Paul Malen und Joseph Conners besiegt wurden. Im Jahr 2013 besiegte Webster bei einem Pro Wrestling Kingdom-Event El Ligero. Im Jahr 2014 wurde Webster von Marty Scurll und Tommy End besiegt. Am 19. September 2014 gab Webster sein Debüt bei Southside Wrestling Entertainment, wo er, Dan Moloney und Tyler Bate Jonathan Gresham, Chris Brookes und Nixon Newell besiegten. Über die Zeit kämpfte er für diverse Promotions wie Progress Wrestling, Attack! Pro Wrestling und Revolution Pro Wrestling. Hier konnte er auch einige Titel erringen.

### World Wrestling Entertainment (2018–2022)
Webster gab 2018 sein WWE-Debüt bei WrestleMania Axxess und wurde von Pete Dunne besiegt. Am 18. Mai wurde bekannt gegeben, dass Webster am United Kingdom Championship Tournament 2018 teilnehmen wird. Er besiegte Jordan Devlin im Viertelfinale, bevor er von Zack Gibson eliminiert wurde. Webster gab sein 205 Live Debüt in Zusammenarbeit mit Cedric Alexander und Mustafa Ali, wo sie James Drake, Joseph Conners und Drew Gulak besiegten.
Am 31. August 2019 gewannen er und Mark Andrews die NXT UK Tag Team Championship, hierfür besiegten sie Grizzled Young Veterans James Drake und Zack Gibson. Die Regentschaft hielt 34 Tage und sie verloren die Titel am 4. Oktober 2019 an Gallus Mark Coffey und Wolfgang.
Im Oktober 2020 nahm er an einem Turnier teil, um den ersten NXT UK Heritage Cup Champion zu krönen. Er verlor jedoch bereits in der ersten Runde gegen A-Kid. Am 18. August 2022 wurde bekannt gegeben, dass er von der WWE entlassen wurde.

## Titel und Auszeichnungen
- World Wrestling Entertainment
  - NXT UK Tag Team Championship (1×) mit Mark Andrews

- Attack! Pro Wrestling
  - Attack! 24:7 Championship (1×)
  - Attack! Championship (1×)

- Dragon Pro Wrestling
  - Dragon Pro Tag Team Championship (1×) mit Wild Boar

- HOPE Wrestling
  - HOPE Kings Of Flight Championship (1×)

- Progress Wrestling
  - Natural Progression Series II Winner (2014–2015)

- Pro Wrestling Chaos
  - King Of Chaos Championship (1×)

- Revolution Pro Wrestling
  - RPW British Cruiserweight Championship (1×)

- Pro Wrestling Illustrated
  - Nummer 300 der Top 500 Wrestler in der PWI 500 in 2018